# Adolf Schwarz
Adolf Schwarz (Gálszécs, 31 ottobre 1836 – Vienna, 25 ottobre 1910) è stato uno scacchista ungherese naturalizzato austriaco.
Principali risultati:
- 1878:  2º a Francoforte sul Meno dietro a Louis Paulsen;
- 1879:  3º a Lipsia nel primo congresso della federazione tedesca, vinto da Berthold Englisch;
- 1880:  1º-3º a Wiesbaden, alla pari con Joseph Blackburne e Berthold Englisch;
- 1880:  1º-3º a Graz, alla pari con Max Weiss e Johannes Minckwitz;
- 1882:  3º a Vienna (vinse Vincenz Hruby).

Nel 1898 partecipò al fortissimo torneo di Vienna (vinto da Siegbert Tarrasch davanti a Pillsbury, Janovsky e Steinitz), ma si ritirò dopo otto turni (le sue partite non furono conteggiate nella classifica).
In marzo 1909, all'età di 73 anni, vinse il torneo del circolo di scacchi di Vienna (Wiener Schachklub) con 9,5/12.
Schwarz disputò alcuni match: 
- nel 1878 contro Johannes Minkwitz (vinse +3 –2 =4);
- nel 1879 contro Louis Paulsen (perse 2–5);
- nel 1880 contro Simon Winawer (vinse +3 –1 =0);
- nel 1897 contro Adolf Albin (vinse +2 –1 =0).